# Rikke Karlsson
Rikke Karlsson (* 29. April 1965 in Svenstrup, Aalborg) ist eine dänische Politikerin. Für die Dansk Folkeparti wurde sie 2014 ins Europäische Parlament gewählt.

## Leben
Karlsson arbeitet im Ausschuss für Kultur und Bildung, im Petitionsausschuss und in der Delegation für die Beziehungen zu den Vereinigten Staaten. Nachdem sie sich mit ihrem Landesgruppenchef Morten Messerschmidt überworfen hatte, erklärte Karlsson am 13. Oktober 2015 ihren Parteiaustritt. Auslöser war unter anderem finanzielle Unregelmäßigkeiten der Europapartei MELD, deren Vorsitzender Messerschmidt war.